# フーガ BWV578
《フーガ ト短調 BWV 578》は、ヨハン・ゼバスティアン・バッハのオルガン曲。一説には、アルンシュタット時代（1703年 - 1707年）の作品であるとされるが、後述のようにイタリア盛期バロック音楽の影響も見られることや、フーガ主題のバランスのよさから、ヴァイマル時代（1708年 - 1717年）以降の成立とする説もある。

## 概要
楽曲の規模から「大フーガ」と呼ぶこともある同じト短調である《幻想曲とフーガ BWV 542》との混同を避けるため、「小フーガ」の愛称で親しまれている。この「小フーガ」「大フーガ」という呼称は、BWV番号が存在しなかった時代の名残りである。
4小節半のフーガ主題は、バッハの最も分かり易い旋律として名高い。作品は4声フーガとして、数学的に精密に構成されている。